# Houari Benchenet
Houari Benchenet (en arabe : هواري بن شنات), né à Oran le 25 janvier 1960 est un chanteur algérien de raï. Il est influencé par la musique oranaise et surtout par Blaoui Houari. Il est surnommé le « Maître du Raï ».

## Biographie
Natif du quartier El Hamri, à Oran. Il est le fils d’une famille nombreuse qui n’a pas d’autres ressources que la chanson. C’est en 1975 alors qu’il n’était qu’un simple adolescent qu’il commença à chanter et aussi percussionné avec le derbuka dans un genre influencé par Blaoui Houari et Ahmed Saber.
Il enregistra son premier tube, en 1977, chez Abdelkader Cassidy intitulé Dalali. Le succès fut considérable d’autant plus qu’à cette période, il y avait plus de Cheb (nouveaux chanteurs de Raï) sur la place. Son ascension fut rapide et le plus prolifique des chanteurs savait écouter et apprécier les ténors de la chanson oranaise tels qu’Ahmed Wahby, Blaoui Houari, Ahmed Saber ou Benzerga.
Houari Benchenet fait partie de cette seconde génération du raï moderne qui a remplacé Messaoud Bellemou,Belkacem Bouteldja est d'autre chanteur de Raï de l'ancienne génération.. Avec Khaled, Cheb Sahraoui et Cheb El-Hindi, Cheb Hamid ils sont les Révolutionnaires du raï, ils ont introduit le synthé dès les années 1970 et ont fait voler en éclats les tabous qui tournaient autour du Raï. Le festival du raï de 1985 à Oran fait entrer l'artiste dans tous les foyers algériens par l'intermédiaire de la télévision.
Benchenet est un cas particulier dans le rythme oranais. Ses poèmes construits et textes ciselés, expurgés de toute trivialité intempestive, nécessitent une certaine attention. Mais Houari n'oublie pas de chanter en oranais pur, patois, malaxant, arabe, français, espagnol et berbère, c'est Mekki Nouna qui a fait son succès grâce à ses paroles comme Arssam Wahren, Loukan El-Bka Irodli Li Fet, etc…
Écrivant lui-même les paroles de ses chansons et composant sa propre musique qui sont plus de 400 titres, Houari Benchenet a choisi le Raï non pas pour la facilité du langage, mais pour refléter une réalité vécue.
Il a deux enfants : Mohamed (Chanteur de Raï) et Mehdi.

## Discographie

### Albums
- 1977 : Dalali
- 1989 : Dik El Ghadara
- 2001 : Arssam Wahran
- 2010 : Ayetni Trig
- 2013 : Wahran El Bahia

### Cassettes
- 1977 : Dalali
- 1983 : Jar aliya el hem
- 1983 : Semhili ya ma
- 1983 : Zid ya el kawini
- 1983 : Andi problème
- 1988 : Li bini w binek mat
- 1989 : Telephone h'rem
- 1989 : Dik el ghadara
- 1989 : Ghir walli warouah
- 1989 : Goulou ha hiya djat
- 1989 : Rani m'damar
- 1989 : Bakhta
- 2001 : Arssam wahran
- 2010 : N'tiya omri ya l'Algérie